# Patinatge artístic als Jocs Olímpics d'hivern de 1988
Als Jocs Olímpics d'Hivern de 1988 celebrats a la ciutat de Calgary (Canadà) es disputaren quatre proves de patinatge artístic sobre gel, una en categoria masculina, una altra en categoria femenina i dues en categoria mixta per parelles.
Les proves es disputaren entre els dies 14 i 27 de febrer de 1988 a l'Olympic Saddledome. Hi participaren un total de 129 patindors, entre ells 63 homes i 66 dones, de 26 comitès nacionals diferents.

## Resum de medalles

### Categoria masculina
| Prova              | Or            | Argent      | Bronze          |
| Individual Detalls | Brian Boitano | Brian Orser | Viktor Petrenko |

### Categoria femenina
| Prova              | Or            | Argent           | Bronze      |
| Individual Detalls | Katarina Witt | Elizabeth Manley | Debi Thomas |

### Categoria mixta
| Prova            | Or                                                 | Argent                                             | Bronze                                    |
| Parelles Detalls | Unió Soviètica Ekaterina Gordeeva · Sergei Grinkov | Unió Soviètica Elena Valova · Oleg Vasiliev        | Estats Units Jill Watson · Peter Oppegard |
| Dansa Detalls    | Unió Soviètica Natalia Bestemianova · Andrei Bukin | Unió Soviètica Marina Klimova · Sergei Ponomarenko | Canadà Tracy Wilson · Robert McCall       |

## Medaller
| Posició | País           | Or | Argent | Bronze | Total |
| 1       | Unió Soviètica | 2  | 2      | 1      | 5     |
| 2       | Estats Units   | 1  | 0      | 2      | 3     |
| 3       | RDA            | 1  | 0      | 0      | 1     |
| 4       | Canadà         | 0  | 2      | 1      | 3     |
|         |                |    |        |        |       |
| Total   | Total          | 4  | 4      | 4      | 12    |